# Hermann Jellinghaus

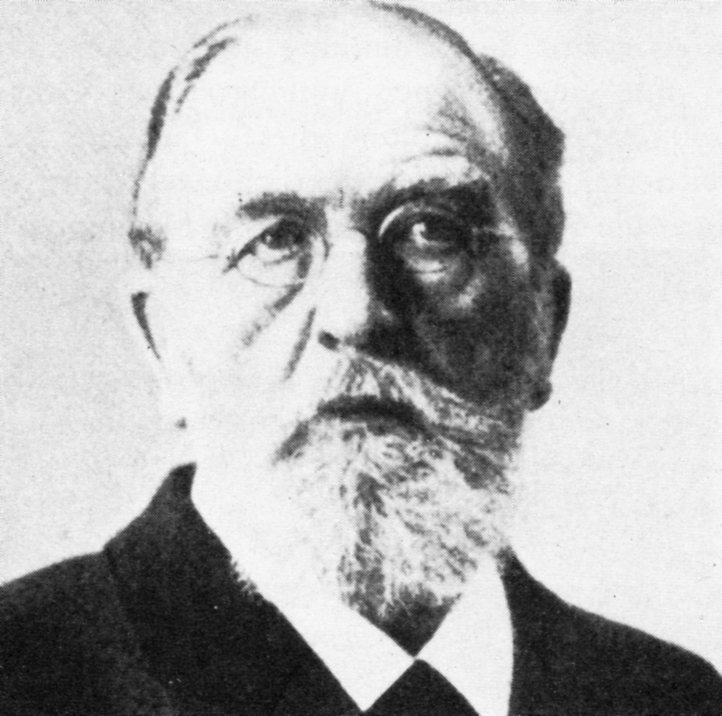
Hermann Jellinghaus, um 1922

Hermann Jellinghaus (* 28. Januar 1847 in Wallenbrück (heute Gemeinde Spenge); † 15. Dezember 1929 in Osnabrück) war ein deutscher Sprachforscher und Volkskundler.

## Leben
Hermann Jellinghaus wurde als Sohn des Pastors Karl Jellinghaus (1799–1876) und seiner Ehefrau Friederike, geb. Schlüter (1808–1888), geboren. Er besuchte das Gymnasium Bielefeld und das Evangelisch Stiftische Gymnasium Gütersloh, wo er 1866 auch die Reifeprüfung ablegte. Anschließend studierte Jellinghaus bis 1867 in Göttingen, in Halle und von 1868 bis 1870 in Berlin. 1871 nahm er am Krieg gegen Frankreich teil, anschließend konnte er im gleichen Jahr sein Lehrerexamen in Göttingen ablegen. 1872/73 war er Realschullehrer in Altena im Sauerland und danach Realschullehrer in Kiel. 1877 erfolgte seine Promotion mit einer Dissertation über die Ravensberger Mundart („Westfälische Grammatik“) zum Dr. phil., ab 1883 war er Rektor der Realschule in Bad Segeberg in Schleswig-Holstein. 1891 trat er in den Ruhestand, den er in Osnabrück verbrachte. In dieser Zeit war er sehr produktiv, was sich in einer Anzahl von Aufsätzen in den „Osnabrücker Mitteilungen“ und den „Jahresberichten des Historischen Vereins für die Grafschaft Ravensberg“ ausdrückte.
Jellinghaus gilt als Altmeister niederdeutscher Sprachforschung und Volkskunde. Seine wichtigste Arbeit lag auf dem Gebiet der Ortsnamenforschung. Er gab die dritte Auflage des zweiten Teiles (geographische Namen) des von Ernst Förstemann begründeten Altdeutschen Namenbuches heraus.
Seine Grabstätte befindet sich auf dem Johannisfriedhof (Osnabrück).

## Veröffentlichungen
- Westfälische Grammatik. Die Laute und Flexionen der Ravensbergischen Mundart. Mit einem Wörterbuche. Bremen 1877. Zweite Ausgabe Norden 1885. dig
- Zur Einteilung der niederdeutschen Mundarten. Ein Versuch. Verlag von Lipsius & Tischer, Kiel 1884.
- Die niederländischen Volksmundarten. Nach den Aufzeichnungen der Niederländer (= Verein für Niederdeutsche Sprachforschung. Forschungen. Bd. 5, ZDB-ID 515536-8). Soltau, Norden u. a. 1892.
- Die westfälischen Ortsnamen nach ihren Grundwörtern. Lipsius und Tischer, Kiel u. a. 1896.
- Holsteinische Ortsnamen. In: Zeitschrift der Gesellschaft für Schleswig-Holsteinische Geschichte. Bd. 29 (1899), S. 203–328 (Digitalisat).
- Die westfälischen Ortsnamen nach ihren Grundwörtern. Osnabrück: Schöningh 1923, 3. verm. Ausg. dig
- Nachrichten über Dörfer und Bauernhöfe um Osnabrück. Osnabrück: J. G. Kisling 1924.
- als Hrsg.: Das Buch Sidrach. Tübingen 1904.
- als Hrsg.: Altdeutsches Namenbuch. Band II: Orts- und sonstige geographische Namen. 3. Aufl. in zwei Bänden, Bonn 1913/16; Neudruck München und Hildesheim 1967.